# Kourgou (Gayéri)
Pour les articles homonymes, voir Kourgou.
Kourgou est une commune rurale située dans le département de Gayéri de la province de la Komondjari dans la région de l'Est au Burkina Faso.

## Santé et éducation
Kourgou accueille un centre de santé et de promotion sociale (CSPS).